# Gynoplistia cuprea
Gynoplistia cuprea är en tvåvingeart. Gynoplistia cuprea ingår i släktet Gynoplistia och familjen småharkrankar.

## Underarter
Arten delas in i följande underarter:
- G. c. cuprea
- G. c. percara